# Saúl Lisazo
Saúl Gustavo Lisazo Ozcoidi (1. lipnja 1956.) je argentinski glumac i bivši nogometaš.

## Biografija

### Privatni život
Saúl Gustavo Lisazo Oscoidi je rođen u obitelji šestero braće i sestara. Otac mu je preminuo kada je Saúl imao 12 godina. U Španjolskoj je upoznao svoju sadašnju suprugu, bivši model Monicu Viedmu. Par ima dvoje djece, kćer Paulu (1999.) i sina Martina (2003.).

### Nogometna karijera
Lisazo se u djetinjstvu najviše posvećivao nogometu, te se njime počeo profesionalno baviti u Sarmientu. Igrao je za Atlantu u Argentini, KSK Beveren i KV Mechelen u Belgiji, kao i u Juventusu u Brazilu. Zbog teške ozljede koljena, Saúl je morao napustiti svijet nogometa. 

### Glumačka karijera
1983. godine postao je model.
1988. počeo je studirati dramsku umjetnost u Španjolskoj na akademiji argentinske glumice Cristine Rotte. Nakon dvije i pol godine pripreme, svoje umijeće prvi je put pokazao u filmu "Povratak na otok s blagom". Tijekom ranih 90-ih, Saúl je otputovao u Mexico City gdje je bio lice kampanje jedne kompanije. Paralelno je nastupao u kazališnim predstavama kao što su "La Fierecilla Domada" i "Tartufo".
Prvu ulogu u telenoveli ostvario je 1990. kada ga je meksička glumica Lucía Méndez pozvala u svoju novu telenovelu "Amor de Nadie". Nakon te uloge, uslijedile su brojne uloge protagonista u ostalim Televisinim telenovelama kao što su "Pravo na rođenje", "Zlatni kavez", "Acapulco, dušom i tijelom" itd. Nakon par godina pauze, telenovelama se vratio 2010. ulogom bogatog poduzetnika u Telemundovoj telenoveli "Klon".

## Filmografija

### Uloge u telenovelama
- "Klon" kao Leonardo Ferrer (2010.)
- "Mientras haya vida" kao Héctor Cervantes (2007. – 2008.)
- "Zemlja strasti" kao Francisco Contreras (2006.)
- "Ciganke" kao Juan Domínguez (2004.)
- "Pravo na rođenje" kao Aldo Drigani (2001.)
- "Za tvoju ljubav" kao Marco Durán (1999.)
- "El niño que vino del mar" kao Don Alfonso Cáceres de Ribera 'Duque de Oriol' (1999.)
- "Vivo por Elena" kao Juan Alberto (1998.)
- "Zlatni kavez" kao Alex Moncada (1997.)
- "Acapulco, dušom i tijelom" kao David Montalvo (1995.)
- "Bajo un mismo rostro" kao Teodorakis (1995.)
- "El día que me quieras" kao Miguel (1994.)
- "Prisionera de amor" kao José Armando (1994.)
- "Tenías que ser tú" kao Alejandro (1992. – 1993.)
- "Amor de nadie" kao Luis (1990. – 1991.)

### Televizijske uloge
- "Capadocia" (2008.)
- "¿Qué nos pasa?" (1998.)

### Filmske uloge
- "Ladrón que roba a ladrón" kao Moctesuma 'Mocte' Valdez (2007.)

## Vanjske poveznice
- Saul Lisazo u internetskoj bazi filmova IMDb-u (engl.)